# Francesca Pedaci
Francesca Pedaci (Salve, ...) è un soprano italiana; è titolare della cattedra di canto presso il Conservatorio Giovanni Battista Martini di Bologna , direttore artistico del Teatro Mazzacorati 1763 e conduce una trasmissione radiofonica, Musica in Allegria, ospitata su Radio Nebbia.

## Biografia
Francesca Pedaci ha origini pugliesi, essendo nata a Salve, una importante città della regione, densa di riferimenti storici e culturali; di particolare rilievo è l'organo a canne del 1628, opera del comasco Giovanni Battista Olgiati e di Tommaso Mauro di Muro Leccese.
Francesca si è trasferita con la sua famiglia a Bologna quando era molto giovane e qui ha compiuto gli studi musicali con il maestro Leone Magiera al Conservatorio G. B. Martini, diplomandosi e laureandosi successivamente in lingue all'Università di Bologna con il massimo dei voti e la lode. Magiera ebbe il merito di indirizzarla verso il repertorio giusto per la sua voce e le fece conoscere il maestro Pavarotti, che fu fondamentale per lei nell'insegnamento della tecnica e del legato e la invitò a cantare molte volte con lui, dal Lincoln Center di New York, a vari altri concerti in America e in Italia.
Ha vinto i Concorso Nazionale As.Li.Co. nel 1989 ed il Concorso Toscanini-Verdi a Parma, il Pavarotti voice competition a Filadelfia; è stata finalista del Concorso Maria Callas, debuttando al Teatro Ponchielli di Cremona come protagonista nell'opera Cecchina, ossia la buona figliola di Niccolò Piccinni. Dopo il debutto è stata fra gli interpreti di Lodoïska di Cherubini diretta da Riccardo Muti al Teatro alla Scala, che successivamente incise sempre alla Scala con il maestro Muti. All’estero, al Metropolitan di New York, è Mimì nella Bohème di Puccini nella stagione 1998-1999 e a Detroit con la Scottish Opera.
Nel vasto repertorio di Francesca Pedaci, oltre ai capolavori operistici più conosciuti,  ci sono opere rare, ricercate, molte di compositori dal '700, fino ai giorni nostri. Francesca ama particolarmente la musica di Mozart e si considera una cantante mozartiana, avendo interpretato quasi tutti i ruoli italiani scritti per la sua voce.
Le è stato anche molto congeniale il personaggio di Fulvia, nella Giulia e Sesto Pompeo, di Carlo Evasio Soliva, incisa per la Radio Svizzera Italiana, un ruolo di una difficoltà estrema per le "agilità drammatiche" che comporta e che le ha dato grandi soddisfazioni. Gli altri ruoli prediletti sono: Mimì, con cui ha debuttato al Metropolitan, Desdemona, nell'Otello di Verdi, Alice nel Falstaff e Micaela nella Carmen, tutti ruoli lirici che ben si attagliano alla sua vocalità.

## Carriera teatrale

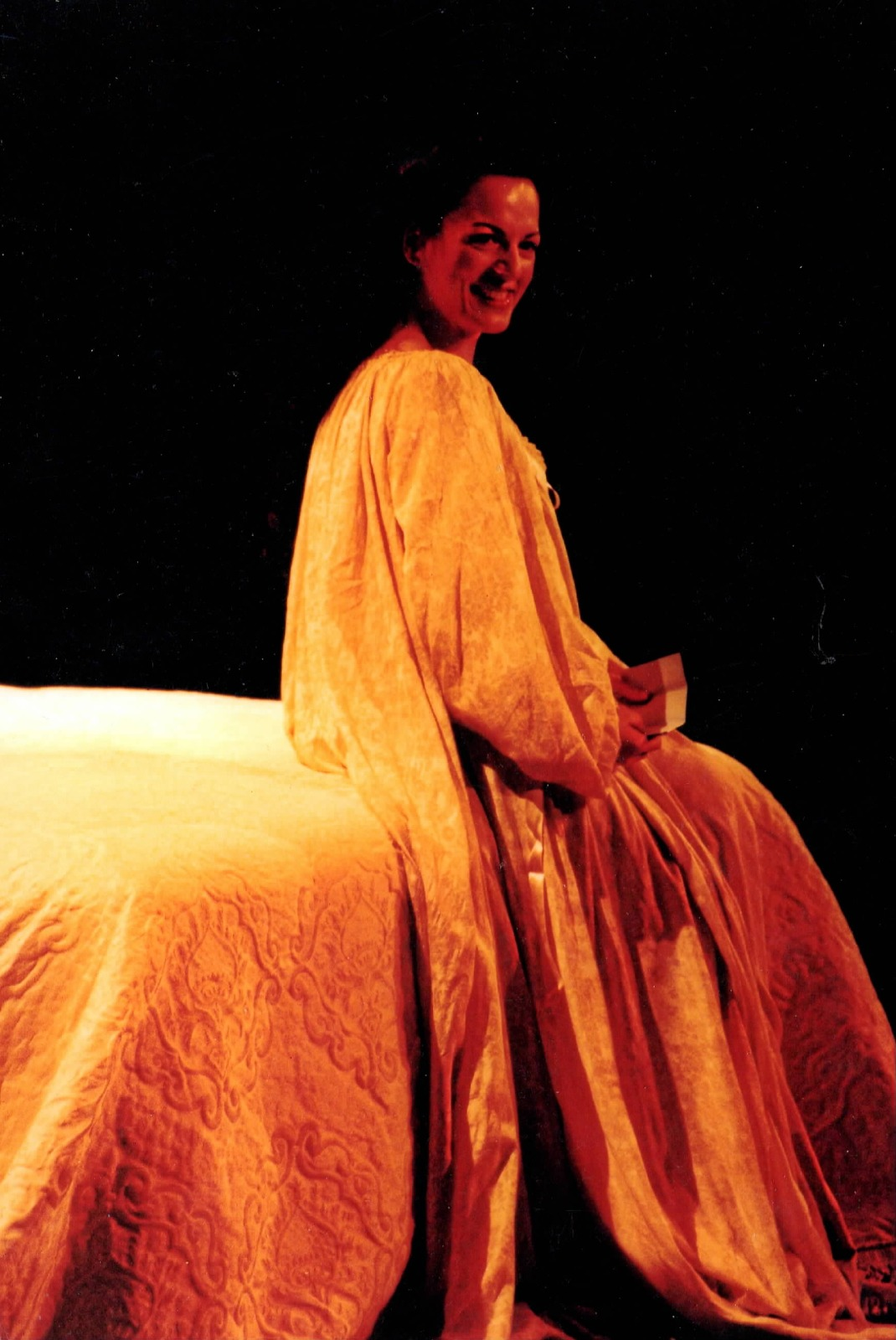
La Contessa, Le nozze di Figaro, Teatro Palafenice di Venezia, stagione 2001

In carriera ha interpretato un numero notevole di opere, tra le quali possiamo citare Capriccio di Strauss, Il compleanno dell'infanta di Zemlinski, tratta da The Birthday of Infanta di Oscar Wilde, Orfeo ed Euridice, La cambiale di matrimonio, La scala di seta, Desdemona nell'Otello di Verdi al San Carlo con Daniel Oren, Don Giovanni allo Sferisterio di Macerata, diretta da Gustav Kuhn, Carmen, Il flauto magico con Zubin Metha, I quatro rusteghi, Il turco in Italia, Il franco cacciatore di Weber, Falstaff, La vestale, La molinara di Paisiello, in teatri quali l'Opéra Comique di Parigi, il Teatro alla Scala, il Teatro dell'Opera di Basilea, il Maggio Musicale Fiorentino, il Teatro San Carlo di Napoli, il Teatro Regio di Parma e il Teatro Comunale di Bologna, il PalaFenice di Venezia, inaugurato con Donna Anna nel Don Giovanni sotto la direzione di Isaac Karabtchewsky. Adriano Cavicchi ha recensito sul Resto del Carlino: “trionfo personale” e “raffinata personalità e indubbio temperamento drammatico”, mentre Francesco M. Colombo sul Corriere della Sera si è espresso in questi termini: “Voce eccellente… Donna Anna dal vero accento tragico”. Questo il giudizio su la Nuova Sardegna: “Entusiastici consensi… a scena aperta per Francesca Pedaci”.
Ha cantato alla Scottish Opera nella Turandot (Liù), al Teatro Comunale di Firenze nella Fiaba dello Zar Saltan, al Teatro Comunale di Bologna ne Le nozze di Figaro (Contessa d'Almaviva), opera con la quale è tornata al Teatro alla Scala sotto la direzione di Riccardo Muti. Ha anche ottenuto grande successo nel ruolo di Donna Elvira nel Don Giovanni, in occasione del suo debutto alla Wiener Staatsoper.
È stata ancora Donna Anna alla Scala, sotto la guida di Giorgio Strehler e al Vittorio Emanuele di Messina diretta da C. Franklin. La recensione della Gazzetta del Sud, del 4 giugno 2010 è stata la seguente:
In seguito ha cantato ancora nel Don Giovanni, questa volta nel ruolo di Donna Elvira, diretta da Daniel Harding, con la regia di Peter Brook in una tournée mondiale: Bruxelles, Tokio, Aix En Provence; al Teatro dell'Opera di Roma, al Piccolo Teatro di Milano e allo Staatsoper di Vienna:
(Il Giornale, Piero Buscaroli)
A Vienna e Ravenna Le nozze di Figaro, sotto Muti, poi replicate al Comunale di Bologna e al Piccinni di Bari, alla Scala e al Theater an der Wien.
È stata ancora Donna Anna nel Don Giovanni alla Scottish Opera nel 1995 ed ha sostenuto il ruolo della protagonista nella Saffo di Pacini, in occasione dell'inaugurazione del Festival di Wexford. Sia il pubblico che la critica hanno accolto con grande entusiasmo queste sue prime apparizioni sulle scene anglosassoni:
(Andrew Porter, The Observer)
(Della Couling, The Independent)
Successivamente è stata impegnata ad Antibes nell'Otello di Verdi (Desdemona), a San Paolo nella Jupira (Rosalia) di Antônio Francisco Braga e con la RTS di Lugano in Giulia e Sesto Pompeo di Carlo Evasio Soliva (Fulvia). Ha riproposto La bohème alla Scottish Opera di Glasgow, a Colonia ed al Michigan Opera Theatre di Detroit. Hanno fatto seguito altri prestigiosi impegni quali Don Giovanni all'Opera di Praga come Donna Anna, Carmen (Micaela) al Festival di Tenerife, Falstaff (Alice) alla Semperoper di Dresda ed Edgar (Fidelia) a Valencia.
Numerose le sue recenti interpretazioni de Le nozze di Figaro: al Teatro La Fenice di Venezia sotto la direzione di Giancarlo Andretta (Contessa d'Almaviva), al Teatro alla Scala, al Ravenna Festival, al Teatro Carlo Felice di Genova ed alla Bayerische Staatsoper di Monaco di Baviera (Marcellina).

## Carriera concertistica
Francesca Pedaci ha al suo attivo una ricca attività concertistica che l'ha vista brillante interprete della Petite messe solennelle di Rossini, del Sogno di una notte di mezza estate di Mendelssohn, della IX Sinfonia di Beethoven, del Te Deum di Bruckner, dei Requiem di Donizetti e di Mozart, de La Creazione di Haydn e della Messe Solennelle di Berlioz, opere nelle quali si è dimostrata artista versatile e di notevole espressività, in celebri sale da concerto quali il Lincoln Center di New York, il Concertgebouw di Amsterdam (in occasione del Christmas Gala Concert diretto da Riccardo Chailly), il Festival di Schwetzingen, il Théâtre La Monnaie di Bruxelles, diretta da Antonio Pappano, e l'Orchestra Haydn di Bolzano.

## Docente e presentatrice
Francesca Pedaci è docente di canto nell'Area Discipline interpretative, dipartimento Canto e Teatro Musicale del Conservatorio Giovanni Battisti Martini di Bologna, dov'è avvenuta la sua preparazione e da dove ha preso il volo la sua carriera.
È anche conduttrice di una trasmissione radiofonica Musica in Allegria, il mercoledì alle 19,45 sulla web TV 9MQ (20000 followers) e Radio Nebbia, in diretta alle 21 ed è comunque fruibile anche in seguito sulla pagina Facebook della stessa Radio Nebbia. Nel corso della trasmissione vengono intervistati personaggi influenti nel campo della musica e del teatro.

## Discografia
Fra le registrazioni discografiche si segnalano:
- 1991 Lodoïska, Orchestra e coro del Teatro alla Scala, direttore Riccardo Muti, (Sony Classical)[18]
- 1991 Don Giovanni (Donna Anna), Orchestra Filarmonica Marchigiana, direttore Gustav Kuhn, (Koch Schwann)[19]
- 1996 Saffo (protagonista) di Pacini, National Symphony Orchestra of Ireland, direttore Maurizio Benini.[20], (Wexford Festival Opera Production)[21]
- 1999 Suor Angelica (Suora Infermiera) di Puccini, Philharmonia Orchestra, direttore Antonio Pappano, (EMI Classics)[22]
- 1999 La Passione di Gesù Cristo Signor Nostro di Caldara, Accademia Nazionale di Santa Cecilia di Roma, direttore Fabio Biondi, (Virgin Veritas)[23][24]
- 2000 Giulia e Sesto Pompeo, di Carlo Evasio Soliva, Orchestra della Radio Svizzera Italiana, direttore Angelo Campori, CPO[25]